# La Boîte à secrets
Pour l'objet, voir Boîte à secret.
La Boîte à secrets est une émission de télévision française de divertissement et de talk-show, diffusée de façon événementielle sur France 3, depuis le vendredi 18 octobre 2019. Elle est animée par Faustine Bollaert.

## Production et organisation
L'émission est produite par les sociétés de production CAPA et 13.34. Elle est tournée au studio 128 à la Plaine Saint-Denis et est réalisée par Tristan Carné.
Elle est présentée par Faustine Bollaert.

## Principe
Trois personnalités se retrouvent autour de Faustine Bollaert. Devant chacune d'entre elles, se trouve une petite boîte, qui s'ouvre de façon aléatoire. Elles contiennent un objet qui rappelle à la personnalité concernée un événement de sa vie. Cela peut être une photo, un disque, un parfum, etc.
Après avoir raconté le souvenir lié à cet objet, une grande boîte située au milieu du plateau s'ouvre. À l'intérieur, sont cachés des proches de la personnalité, venus lui faire une surprise.

## Saison 1

### Émission 1, le18 octobre 2019

#### Invités
Slimane, Marc Lavoine et Lio sont les trois invités de cette émission.

#### Déroulement
Carole, meilleure amie de Lio, se cache dans la grande boîte.
Mounir, patron d'un bar dans lequel Slimane a travaillé, apparaît au cours d'une vidéo.

### Émission 2, le20 décembre 2019

#### Invités
Iris Mittenaere, Dave et Florent Pagny sont les trois invités de cette émission.

#### Déroulement
Iris Mittenaere découvre sa mère, Laurence, cachée dans la grande boîte.

### Émission 3, le7 février 2020

#### Invités
Laëtitia Milot, Enrico Macias et Jarry sont les trois invités de cette émission.

#### Déroulement
Dans la boite devant lui, Jarry découvre un billet de la comédie musicale Billy Elliot. Il se met à pleurer.

### Émission 4, le10 avril 2020

#### Invités
Mimie Mathy, Olivier Minne et Sheila sont les trois invités de cette émission.

#### Déroulement
Pour Mimie Mathy, Liane Foly reprend Smile de Nat King Cole.
Des croquettes aux crevettes sont disposées dans la boîte devant Olivier Minne. Juste après, une vidéo, dans laquelle sa mère apparaît, est diffusée. Olivier Minne est ému.

## Saison 2

### Émission 1,6 novembre 2020
L'émission devait initialement être diffusée le vendredi 9 octobre 2020. Cependant, dès 18 h 30, la demi-finale des internationaux de France de tennis, entre Novak Djokovic et Stéfanos Tsitsipás, est diffusée en direct sur France 3, et le match dure plus longtemps que prévu, contraignant la chaîne à déprogrammer l'émission et la reporter à une date ultérieure (le match s'étant terminé aux alentours de 22 h 30),.
Elle est reprogrammée le vendredi 6 novembre 2020.

#### Invités
Kendji Girac, Serge Lama et Véronique Jannot sont les trois invités de cette émission.

### Émission 2,13 novembre 2020

#### Invités
Amir, Anne Roumanoff et Vincent Niclo sont les trois invités de cette émission.

### Émission 3,22 janvier 2021

#### Invités
Claudio Capéo, Cyril Féraud et Marianne James sont les trois invités de cette émission.

### Émission 4,7 mai 2021

#### Invités
Michèle Bernier, Patrick Fiori et Carla Bruni sont les trois invités de cette émission,.

## Saison 3

### Émission 1,9 septembre 2021

#### Invités
Pascal Obispo, Natasha St-Pier et Pierre Perret sont les trois invités de cette émission.

### Émission 2,19 novembre 2021

#### Invités
Sylvie Vartan, Soprano et Nolwenn Leroy sont les trois invités de cette émission.

### Émission 3,17 décembre 2021

#### Invités
Chantal Goya, Bénabar et Hélène Ségara sont les trois invités de cette émission.

### Émission 4,28 janvier 2022

#### Invités
Nicoletta, Francis Perrin et Chimène Badi sont les trois invités de cette émission.

## Saison 4

### Émission 1,21 octobre 2022

#### Invités
Yannick Noah, Amel Bent et Gilbert Montagné sont les trois invités de cette émission.

### Émission 2,28 octobre 2022

#### Invités
Hugues Aufray, Chantal Ladesou et Pierre Palmade sont les trois invités de cette émission.

### Émission 3,17 février 2023

#### Invités
Michel Boujenah, Jenifer et Salvatore Adamo sont les trois invités de cette émission.

### Émission 4,10 mars 2023

#### Invités
Francis Huster, Zaz et Gérard Lenorman sont les trois invités de cette émission.

## Saison 5

### Émission 1,12 janvier 2024

#### Invités
Daniel Guichard, Vitaa et Christophe Willem sont les trois invités de cette émission.

#### Déroulement
Durant cette émission, les invités ont fait une surprise à Faustine Bollaert avec une prestation de Roch Voisine qui lui était destinée.

### Émission 2,19 janvier 2024

#### Invités
Richard Cocciante, Sonia Rolland et M. Pokora sont les trois invités de cette émission.

## Saison 6

### Émission 1,3 janvier 2025

#### Invités
Théo Curin, Lara Fabian et Michel Fugain sont les trois invités de cette émission.

### Émission 2,10 janvier 2025

#### Invités
Thomas Dutronc, Denise Fabre et Jérémy Frérot sont les trois invités de cette émission.

### Émission 3,17 janvier 2025

#### Invités
Stéphane Bern, Elodie Frégé et David Douillet sont les trois invités de cette émission.

### Émission 4,24 janvier 2025

#### Invités
David Hallyday, Muriel Robin et Antoine de Caunes sont les trois invités de cette émission.

## Audiences et diffusion
En France, l'émission est diffusée de façon événementielle, les vendredis, depuis le 18 octobre 2019. Un épisode dure environ 2 h 25, soit une diffusion de 21 h 5 à 23 h 30.
| Saison | Émission | Jour et horaire de diffusion              | Nombre de téléspectateurs | Part de marché (sur les 4 ans et plus) | Classement des audiences | Réf.   |
| ------ | -------- | ----------------------------------------- | ------------------------- | -------------------------------------- | ------------------------ | ------ |
| 1      | 1        | Vendredi 18 octobre 2019 (21:05 - 23:30)  | 1 684 000                 | 8,8 %                                  | 4e                       | [ 33 ] |
| 1      | 2        | Vendredi 20 décembre 2019 (21:05 - 23:30) | 1 451 000                 | 7,4 %                                  | 4e                       | [ 34 ] |
| 1      | 3        | Vendredi 7 février 2020 (21:05 - 23:30)   | 1 367 000                 | 7,1 %                                  | 4e                       | [ 35 ] |
| 1      | 4        | Vendredi 10 avril 2020 (21:05 - 23:30)    | 1 890 000                 | 8,1%                                   | 4e                       | [ 36 ] |
| 2      | 1        | Vendredi 6 novembre 2020 (21:05 - 23:30)  | 2 013 000                 | 8,8 %                                  | 4e                       | [ 37 ] |
| 2      | 2        | Vendredi 13 novembre 2020 (21:05 - 23:30) | 2 323 000                 | 10,1 %                                 | 4e                       | [ 38 ] |
| 2      | 3        | Vendredi 22 janvier 2021 (21:05 - 23:30)  | 2 008 000                 | 9,8 %                                  | 4e                       | [ 39 ] |
| 2      | 4        | Vendredi 7 mai 2021 (21:05 - 23:30)       | 2 059 000                 | 9,2 %                                  | 3e                       | [ 40 ] |
| 3      | 1        | Jeudi 9 septembre 2021 (21:05 - 23:30)    | 1 617 000                 | 8,6 %                                  | 4e                       | [ 41 ] |
| 3      | 2        | Vendredi 19 novembre 2021 (21:05 - 23:30) | 1 333 000                 | 7,1 %                                  | 4e                       | [ 42 ] |
| 3      | 3        | Vendredi 17 décembre 2021 (21:05 - 23:30) | 1 739 000                 | 9,3 %                                  | 4e                       | [ 43 ] |
| 3      | 4        | Vendredi 28 janvier 2022 (21:05 - 23:30)  | 1 907 000                 | 10,3 %                                 | 4e                       | [ 44 ] |
| 4      | 1        | Vendredi 21 octobre 2022 (21:05 - 23:30)  | 1 557 000                 | 9 %                                    | 3e                       | [ 45 ] |
| 4      | 2        | Vendredi 28 octobre 2022 (21:05 - 23:30)  | 1 707 000                 | 9,6 %                                  | 4e                       | [ 46 ] |
| 4      | 3        | Vendredi 17 février 2023 (21:05 - 23:30)  | 1 772 000                 | 10,7 %                                 | 3e                       | [ 47 ] |
| 4      | 4        | Vendredi 10 mars 2023 (21:05 - 23:30)     | 1 910 000                 | 10,8 %                                 | 4e                       | [ 48 ] |
| 5      | 1        | Vendredi 12 janvier 2024 (21:05 - 23:30)  | 1 518 000                 | 9,1 %                                  | 4e                       | [ 49 ] |
| 5      | 2        | Vendredi 19 janvier 2024 (21:05 - 23:30)  | 1 619 000                 | 9,5 %                                  | 4e                       | [ 50 ] |
| 6      | 1        | Vendredi 3 janvier 2025 (21:05 - 23:30)   | 2 149 000                 | 12,7%                                  | 2e                       | [ 51 ] |
| 6      | 2        | Vendredi 10 janvier 2025 (21:05 - 23:30)  | 1 918 000                 | 11,7%                                  | 2e                       | [ 52 ] |
| 6      | 3        | Vendredi 17 janvier 2025 (21:05 - 23:30)  | 1 825 000                 | 11,4 %                                 | 2e                       | [ 53 ] |
| 6      | 4        | Vendredi 24 janvier 2025 (21:05 - 23:30)  | 1 681 000                 | 9,7 %                                  | 3e                       | [ 54 ] |

Légende :
- plus hauts scores d'audiences
- plus bas scores d'audiences

## Adaptations
L'émission est une création originale française. Le concept est apprécié à l'étranger, puisqu'en février 2020, elle s'exporte dans six pays : l'Espagne, l'Italie, le Canada, l'Allemagne, la Belgique et les Pays-Bas.